# Parque nacional de las Cavernas de Carlsbad
El Parque Nacional de las Cavernas de Carlsbad (en inglés Carlsbad Caverns National Park) es un parque nacional de los Estados Unidos localizado en el sureste de Nuevo México, en la sierra de Guadalupe, en la misma cordillera que el parque nacional de las Montañas de Guadalupe. 
El parque fue creado para preservar la caverna Carlsbad y otras cavernas más pequeñas surgidas en un arrecife del Pérmico. El parque comprende 83 cuevas independientes incluyendo la Cueva Lechuguilla, la cueva caliza más profunda y la tercera en longitud de los Estados Unidos, con 489 metros de profundidad. La caverna de Carlsbad contiene una de las cámaras subterráneas más profundas del mundo. Se puede acceder a ella tanto individualmente como en visitas guiadas durante todo el año. Los visitantes pueden acceder a la cueva a través de su entrada principal o a través de un ascensor, por el que debe abandonar la cueva todo el mundo. 
Carlsbad fue en un primer momento un monumento nacional, establecido por proclamación del presidente Calvin Coolidge el 25 de octubre de 1923. El Congreso lo rediseño como parque nacional el 14 de mayo de 1930. El 6 de diciembre de 1995 la Unesco lo declaró Patrimonio de la Humanidad. Aproximadamente dos tercios del parque han sido declarados zona salvaje para evitar así cualquier cambio en el hábitat. 
El parque está abierto durante todo el año salvo el día de Navidad, pero la mayoría de visitantes llegan durante los meses de verano así como durante los fines de semana y otras vacaciones. Enero es el mes con menos visitas y el mayor número de visitantes llegan durante el fin de semana posterior al día de la Independencia de Estados Unidos. La entrada al parque se hace a través de la autopista federal 62/180 aproximadamente a 29 kilómetros al sur de la localidad de Carlsbad.

## Geología
La historia de la caverna de Carlsbad comienza hace 250 millones de años con la creación de un arrecife de 600 kilómetros de longitud en un mar interior que cubría la zona. Este arrecife se formó a partir de esponjas, algas, conchas y calcita precipitada. El mar se evaporó y el arrecife se fue cubriendo de sales y yeso. 
Unos millones de años más tarde, la elevación del terreno y la erosión del área empezaron a descubrir el arrecife enterrado. El agua, de carácter ácido debido al aire y el suelo de la zona fue penetrando en el arrecife disolviendo la caliza, comenzando así el proceso que creó las grandes cámaras subterráneas. Al mismo tiempo, el sulfuro de hidrógeno fue ascendiendo desde los grandes depósitos de gas y petróleo del fondo del antiguo arrecife. Este gas se disolvió en las aguas subterráneas formando ácido sulfúrico. El gran poder corrosivo de esta sustancia explica la existencia de los amplios corredores. La zona del arrecife expuesta a la superficie forma actualmente parte de la sierra de Guadalupe.
La decoración de la caverna de Carlsbad con estalactitas y estalagmitas comenzó hace más de 500 mil años. Se fueron creando poco a poco, gota tras gota durante una época en la que el clima exterior era frío y húmedo. La creación de cada formación dependía de la filtración de agua a través de la roca caliza. Al caer cada gota, iba absorbiendo dióxido de carbono del aire y el suelo, creando una especie de lluvia ácida. Durante su filtración a través de la roca, la acidez iba disolviendo la caliza, absorbiendo la gota una pequeña cantidad de calcita.

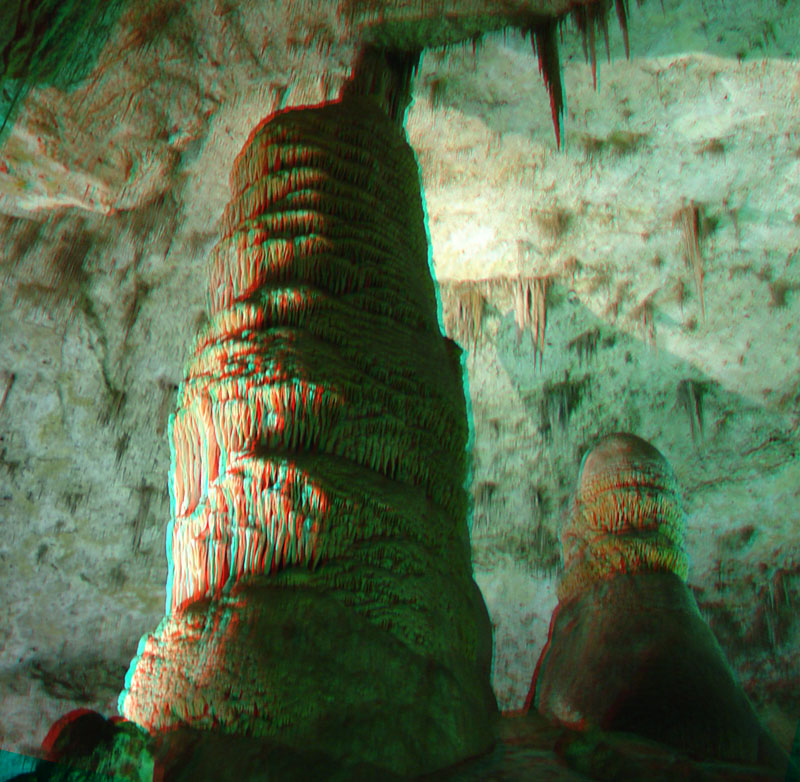
Se puede ver en tres dimensiones utilizando unas gafas al efecto.

Una vez llegada a la gruta, el dióxido de carbono se evaporaba en el aire de la cueva y la gota no era capaz de seguir manteniendo la calcita disuelta, por lo que se iba depositando ese mineral en pequeños cristales de calcita. Billones y billones de gotas más tarde, se crearon las formaciones. En aquellos lugares en que las gotas permanecían un período pegadas al techo, se iban formando estalactitas, mientras que en aquellos en que caían rápidamente al suelo se formaron estalagmitas. En algunas ocasiones se unieron las estalactitas y estalagmitas formando columnas.

## Exploración reciente
El parque atrae a muchas personas deseosas de arrojar algo de luz a los misterios que recoge. Equipos de espeleólogos continúan descubriendo nuevas porciones de la gruta. En 1966 se encontró el Guadalupe Room la segunda cámara más grande de la gruta. En 1982 se encontró el Bifrost Room y en 1993 el Chocolate High.